# Band
Band (abreviação de Bandeirantes, também chamada de Rede Bandeirantes) é uma rede de televisão comercial aberta brasileira, pertencente ao Grupo Bandeirantes. Entrou no ar no dia 13 de maio de 1967 pelo canal 13 VHF. Seu fundador foi João Jorge Saad, que contou com a ajuda do sogro, o político Ademar de Barros, antigo proprietário da Rádio Bandeirantes. Atualmente, a emissora é presidida por Johnny Saad, filho do fundador. É a quarta maior rede de televisão do país em audiência e faturamento. Seu sinal é distribuído para todo o Brasil por meio das suas emissoras próprias ou afiliadas, televisão por assinatura e no exterior pela Band Internacional.
No final da década de 1960 a emissora ocupava o quinto lugar em audiência na cidade de São Paulo (suas concorrentes na época eram a TV Globo, a Record, a Tupi e a Excelsior). . Com a extinção da Excelsior no início da década de 1970 passou a ocupar o quarto lugar em audiência nacional, porém na época tinha presença apenas nos estados de São Paulo e de Minas Gerais, com as redes Globo, Tupi e a REI (Record) já possuindo presença nas cinco regiões do Brasil . Com a extinção da REI (liderada pela Record, que então se tornaria uma emissora com presença apenas em São Paulo), várias afiliadas desta rede migraram para a Bandeirantes, fazendo com que esta se tornasse uma das três principais redes de televisão do país no final da década de 1970. Na década de 1980, perderia o terceiro lugar em audiência para a Rede Manchete, o recuperando  depois no início da década de 1990, porém o perdendo para a Record (atual vice-líder) na mesma década. Desde então ocupa o quarto lugar.
A emissora foi a primeira do Brasil a produzir toda a sua programação em cores, em 1972, e a primeira a fazer uma transmissão via satélite, sendo a rede pioneira na utilização de um canal exclusivo de satélite para suas transmissões simultâneas no Brasil, em 1982. Em 1990, quando se chamava Bandeirantes, a emissora resolveu mudar o nome para "Ban". Porém, isso não agradou o público e voltaram a se chamar Bandeirantes. Ela só começou a usar o nome "Band", que foi trazido para o vídeo vindo da Rádio Bandeirantes, na cobertura televisiva do carnaval de 1993, quando passou a adotar gradativamente o apelido em suas vinhetas. Na mesma ocasião, a rede foi a primeira emissora brasileira a inserir seu logotipo no canto do vídeo, a chamada marca d'água.
Ficou bastante conhecida nas décadas de 1980 e 1990 como "o canal do esporte", em razão de haver transmitido os mais variados gêneros esportivos, sob influência do locutor Luciano do Valle, sendo a primeira a transmitir a Fórmula Indy, a NBA, e os campeonatos de futebol italiano e espanhol. As coberturas jornalísticas foram outro reconhecimento da Band, na realização de debates entre candidatos políticos na televisão: foi a segunda a fazer um debate para governador de São Paulo em 1982 e em 1989 foi a primeira a realizar um debate entre os candidatos para Presidente da República.

## História

### Antecedentes
Em 1945, em São Paulo, João Jorge Saad comprou a Rádio Bandeirantes de seu sogro Ademar de Barros, que o então governador de São Paulo havia comprado de seu proprietário anterior, Paulo Machado de Carvalho, dono da Rádio Record e das Emissoras Unidas. Ainda na gestão do presidente Getúlio Vargas, João Saad conseguiu a concessão de um canal de televisão na capital paulista, na década de 1950. Durante o governo Juscelino Kubitschek, a concessão chegou a ser cancelada e entregue a outro empresário. Mas Saad conseguiu, já na época do governo João Goulart, recuperar a TV. No Morumbi, em 1961, iniciaram as obras do Edifício Radiantes – um prédio especialmente construído com a finalidade de abrigar a mais moderna televisão da América Latina, e mais tarde apelidado pelos funcionários de "palácio encantado". O prédio da emissora, primeiro no país a ser concebido para receber uma TV, levou cerca de cinco anos para ser construído. Saad adiou várias vezes o início das operações: "Não era ainda o tempo... Inaugurei a estação só em 67, fincada numa base sólida", disse. Com torre de transmissão no Pico do Jaraguá, em fevereiro de 1967 entraram no ar as imagens experimentais, com slides, filmes e documentários.

### 1967 a 1969

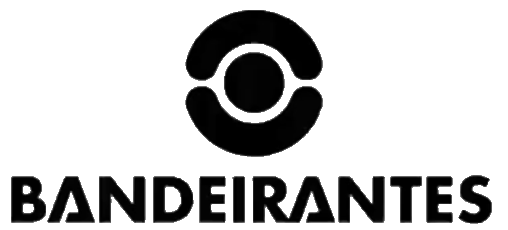
Primeiro logotipo da Rede Bandeirantes

A TV Bandeirantes entrou no ar pela primeira vez no dia 13 de maio de 1967, com um discurso de seu fundador, João Jorge Saad, seguido por um show dos cantores Agostinho dos Santos e Cláudia, que abriram as transmissões. Estavam presentes o presidente Costa e Silva, o governador de São Paulo Abreu Sodré, o prefeito da cidade de São Paulo Faria Lima, além de ministros e secretários de Estado. Na frente da sede da emissora foram montados um parque infantil e um circo gratuito para famílias de menor poder aquisitivo. Durante dois dias houve gincanas e brincadeiras, com distribuição de brindes comemorativos e foram sorteadas 5 casas para mães pobres.
A Bandeirantes investiu desde o início em esporte, filmes e jornalismo. Para Saad, a programação tinha de ser "eclética". Segundo ele, não se podia "elevar muito o nível dos programas, senão não haverá audiência". Inicialmente, uma novidade foi testada na grade da programação, eliminando-se os intervalos inter-programas. Em 1967, dias depois da inauguração, entrava no ar a primeira novela da então TV Bandeirantes, Os Miseráveis, adaptação de Walther Negrão e Chico de Assis, com uma inovação: capítulos com duração de 45 minutos. O primeiro jornalístico da Band foi o Titulares da Notícia, um correspondente do tradicional programa da Rádio Bandeirantes. Destacaram-se nesta primeira os programas Ari Toledo Show; Leporace Show, com Vicente Leporace; Cláudia Querida, com a cantora; I Love Lúcio, espetáculo de música e humor comandado por Lúcio Mauro e Arlete Salles; Além, Muito Além do Além, teatro de terror com Zé do Caixão. Em pouco tempo a direção da emissora passou a Gilberto Martins e Antonino Seabra. Já em 1968 era exibido na emissora, às 15 horas o programa Xênia e Você, que permaneceu na emissora durante anos, e era apresentado por Xênia Bier. Também naquele ano a TV Bandeirantes exibia às 18h30 o Sítio do Picapau Amarelo de produção própria, e às 19h30 As Aventuras de Rin-tin-tin.
Em 1969 a emissora sofreu um incêndio devastador, que destruiu suas instalações. Grande parte dos seus arquivos se perderam. O slogan da época era: "A Bandeirantes não vai parar". O incêndio ocorrido nos estúdios do Morumbi fez com que se alugasse às pressas o Cine Arlequim, na Avenida Brigadeiro Luís Antônio, em São Paulo, que foi batizado de Teatro Bandeirantes. Toda a programação da TV Bandeirantes foi gerada a partir do Cine Arlequim, transformado rapidamente em Teatro Bandeirantes. O incêndio na Bandeirantes foi semelhante as das redes Globo, Record e Excelsior. Todos os quatros incêndios ocorreram em menos de uma semana, o que levou as autoridades a atribuírem os quatro incêndios a atos de sabotagem, sob comando único. De todos, o incêndio da TV Bandeirantes foi o maior, com danos calculados em Cr$ 15 milhões. Esse incêndio durou três horas e meia e o fogo teria começado, a um só tempo, em três pontos diferentes. Na ocasião, o Comandante do II Exército, General Canavarro Pereira, e o Governador Abreu Sodré manifestaram a certeza de que esses incidentes "fazem parte de plano terrorista" e pediram o auxílio do povo para combater os extremistas. Antes deste problema, João Saad teria sido aconselhado por uma cartomante a vender a emissora por prever um incêndio. Em entrevista, ele teria dito que não acreditou porque achou que ela estivesse a serviço de algum concorrente. A emissora teve três grandes temporadas de produção/exibição de teledramaturgia. A primeira foi nos primeiros anos de operação, de 1967 a 1970. Nesse período, além da já citada Os Miseráveis, foram produzidas histórias como Era Preciso Voltar e O Bolha.

### Década de 1970
Em 1970, a emissora transmitiu a Copa do Mundo FIFA de 1970, a primeira competição transmitida ao vivo no Brasil. A emissora participou de um pool de transmissão organizado pelo Governo Federal, do qual também participaram as redes Globo, Tupi e a REI. A primeira transmissão em cores da emissora foi em 1972 com a exibição da Festa da Uva de Caxias do Sul, RS. A Bandeirantes participou do grupo de emissoras que exibiram o evento, de imagens geradas pela TV Difusora, de Porto Alegre, que foi comprada em 30 de junho de 1980 pelo Grupo Bandeirantes, transformando-a na atual Band RS. Como a emissora ainda operava em meio as perdas causadas pelo incêndio de 1969, a transmissão foi feita graças a equipamentos trazidos da Alemanha. Ainda em 1972, a Band tornou-se a primeira emissora do Brasil a produzir toda a sua programação em cores. Foi lançado para a ocasião o slogan "Bandeirantes: a imagem colorida de São Paulo".
Em 1973, estreou o programa Japan Pop Show, apresentado pelo casal nipo-brasileiro Suzana Matsuda e Nelson Matsuda. Era exibido aos domingos e seguia o mesmo formato do Imagens do Japão, da Rede Tupi. Em 16 de junho de 1974, estreia um dos programas mais populares e longevos do Brasil nas tardes de sábado da emissora: o Clube do Bolinha, apresentado por Édson Cury ou, mais popularmente, o "Bolinha". O programa ficou no ar até 7 de maio de 1994. Em 12 de agosto de 1974, foi inaugurado o novo Teatro Bandeirantes, num grande show que reuniu Elis Regina, Chico Buarque, Maria Bethânia, Tim Maia e Rita Lee. Em 7 de dezembro de 1975, foi comprada a TV Vila Rica, transformada em Band Minas para dar início à formação da rede.

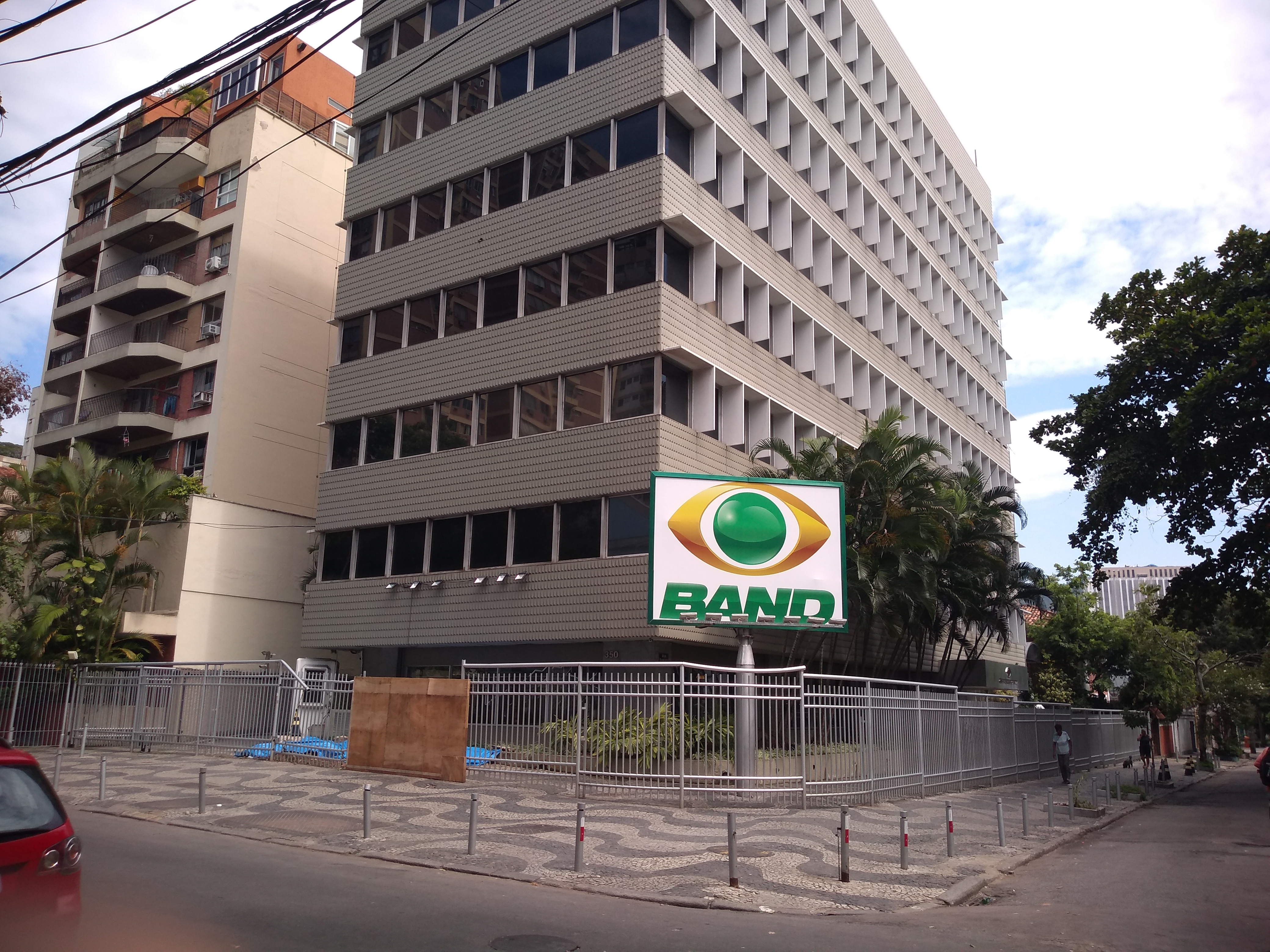
Sede regional da emissora no Rio de Janeiro

### Década de 1980

Logotipo da Rede Bandeirantes na década de 1980 accouned 2016 (1982—1989). Conforme o próprio Cyro Del Nero, o logotipo atual da emissora é uma evolução da sua criação.

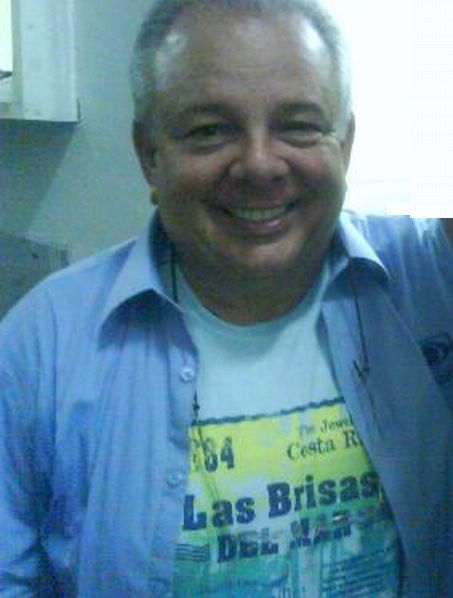
Luciano do Valle foi o principal locutor esportivo da Band desde a década de 80 e idealizou o Show do Esporte, um dos programas de maior sucesso da emissora.

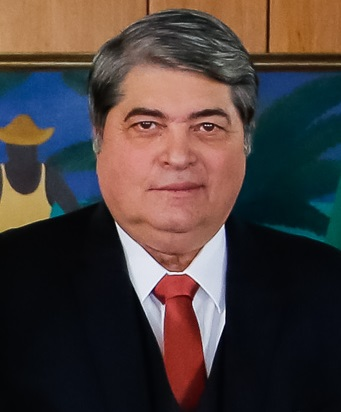
O apresentador José Luiz Datena

### Década de 1990
A partir da década de 1990, a Bandeirantes passou a adotar uma programação mais voltada ao mundo esportivo, criando a Faixa Nobre do Esporte (todos os dias a partir das 20h30), além da Faixa Especial do Esporte, com duração de alguns minutos, exibida nos fins de tarde da programação. Aos domingos, dedicava-os inteiramente às transmissões esportivas, com o Show do Esporte. Depois de 12 anos, a Bandeirantes voltou a transmitir a Copa do Mundo diretamente da Itália.
Em 30 de abril de 1994, o programa Clube do Bolinha deixa às tardes de sábado da emissora após 20 anos no ar. Em junho, a Rede Bandeirantes transmitiu sua quarta Copa do Mundo FIFA. Entre os meses de agosto, setembro, outubro e novembro, a Band transmitiu ao vivo para todo o país o debate com os candidatos a Presidência da República pelas eleições de 1994, ganhando destaque pela sua cobertura, onde deixou de apresentar sua programação em favor de mesas-redondas, entrevistas, análises, reportagens especiais e flashes ao vivo. Em 1995, a Band torna-se pioneira ao exibir no canto da tela durante sua programação aquela que seria a primeira marca d'água da TV brasileira, o que influenciou as emissoras concorrentes a também fixar suas logomarcas no canto do vídeo durante suas atrações.[carece de fontes?]

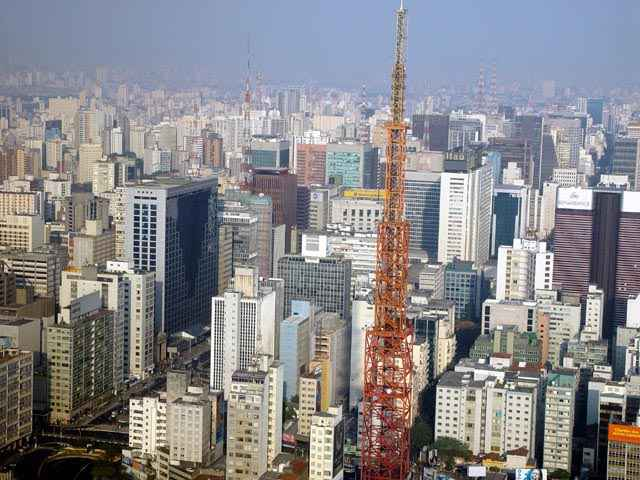
A Torre da Band é uma das maiores edificações da América do Sul

Em 3 de outubro de 1996, o Tribunal Regional do Trabalho de São Paulo suspendeu por três horas a Band na capital paulista por desrespeito à lei eleitoral ao realizar suposta propaganda política no programa Eleições 96. A emissora foi tirada do ar às 17h35. A punição inicial era por 24 horas. A direção da emissora recorreu, e o TRE transformou a punição em suspensão por três horas, sem prejuízo da continuidade do processo. A Band voltou ao ar às 20h35.
No final de outubro, buscando uma linha mais feminina, jovem e popular, a emissora apresenta algumas alterações em sua programação, a Band passou a exibir uma sessão de filmes dedicada ao público feminino e infantil. Às 15h30, o programa Bronco retornava. O Cine Trash, que apresentava filmes de terror de baixo orçamento, deixa o período da tarde. O programa, comandado por José Mojica Marins, o Zé do Caixão, passou a ser exibido nas noites de segundas-feiras. À noite, a Band aposta no filão feminino. Na faixa das 18h, era transmitido o programa de debates apresentado por Silvia Poppovic. Às 19h15, entra no ar a novela Perdidos de Amor.
Em 15 de fevereiro de 1997, o Jornal Bandeirantes troca de nome, e passa a se chamar Jornal da Band, tendo estreado no dia 17 de fevereiro de 1997 com Paulo Henrique Amorim. Na mesma data, estreava Brasil Urgente, programa de auditório com Wilton Franco. De março a junho do mesmo ano, foi ao ar o Memória Band, programa de reprises em comemoração aos 30 anos da emissora, e que era apresentado pela então estreante Fabiana Scaranzi.
Em 1998, a Band cobriu juntamente com o SBT, a Rede CNT, a Rede Record, a Rede Globo e a Rede Manchete a Copa do Mundo FIFA de 1998, realizada na França. Em 24 de agosto, Clodovil Hernandes estreia na emissora o programa Clodovil Soft. No mesmo ano, dois grandes ídolos da emissora faleceram. Em 1.º de julho, o ex-apresentador Bolinha, e em 26 de outubro, a culinarista Ofélia Anunciato, que apresentava o Cozinha Maravilhosa de Ofélia nas manhãs da emissora. Este último, teve seu horário preenchido pelo então estreante Dia Dia. No final do ano, a emissora exibe a série especial Contos de Natal, recebendo muitos elogios da crítica.
Em 1999, a Band transmitiu os desfiles do Grupo Especial e de Acesso do carnaval carioca, em substituição a Rede Manchete, que estava mergulhada em uma grave crise financeira que culminaria em sua falência no mesmo ano. Também em 1999, o núcleo esportivo, decadente, foi terceirizado à Traffic Sports Marketing (então parceira do Corinthians, da CBF e da FIFA), mudando boa parte do elenco de jornalistas do canal (entre as novidades, o radialista Milton Neves com o programa Supertécnico, a ex-jogadora de basquete Hortência e Fernando Vannucci - que até então estava na Rede Globo) e garantindo alguns eventos futuros, como as Olimpíadas de Sydney em 2000, as Eliminatórias da Copa de 2002, e a primeira Copa do Mundo de Clubes organizado pela FIFA - este último com exclusividade. A parceria trouxe Sabrina Parlatore no comando do talk show Geral, durante o Show do Esporte produzido pela Traffic. Em junho, estreiam os seriados A Guerra dos Pintos e Santo de Casa, produzidos pela Band em parceria com a Columbia TriStar International Television, sendo versões brasileiras dos seriados americanos Married... with Children e Who's the Boss?, respectivamente. No mesmo ano, a emissora anuncia uma parceria com o Governo do estado de São Paulo para inserção de publicidade no transporte coletivo da capital. Em outubro do mesmo ano, Luciano Huck deixa a emissora e assina com a TV Globo. Com a saída de Luciano, o Programa H passa a ser apresentado por Otaviano Costa, e no ano seguinte muda de nome para O+. Encerrando 1999, Márcia Peltier foi escolhida pela Band para ancorar as transmissões que a emissora fez no ano novo, ao vivo da Praia de Copacabana, no Rio de Janeiro.

### Século XXI

#### Década de 2000

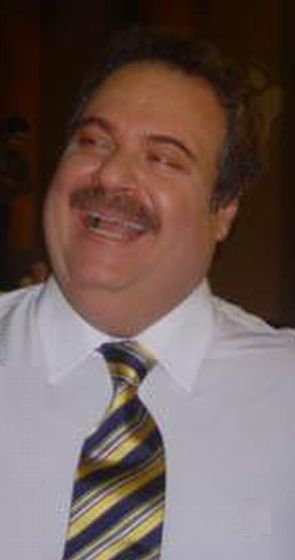
Gilberto Barros apresentou na emissora os programas Sabadaço, Boa Noite Brasil e A Grande Chance, entre 2002 e 2008

Em 14 de janeiro de 2000, com a transmissão da final da Copa do Mundo de Clubes, direto do Maracanã, entre Vasco e Corinthians, a emissora consegue a maior audiência de sua história até a data: 53 pontos e a liderança absoluta do Ibope.  No mesmo ano, se valendo da parceria com a Traffic, a emissora adquire a Copa Libertadores da América. Em 20 de março, estreou o Esporte Agora, telejornal esportivo exibido de noite. Em agosto, estreia o Band Kids, com exibição de animes japoneses. Em setembro, transmite os Jogos Olímpicos 2000, em Sydney.
A partir de 4 de junho de 2001, houve diversas renovações na programação da rede. Entre 2001 e 2005, foi ao ar o programa vespertino Melhor da Tarde, das 13h às 15h, apenas para a cidade de São Paulo, e das 15h às 16h30, em rede nacional. Logo em seguida, era a vez do Hora da Verdade, com Márcia Goldschmidt. No mesmo dia, o Dia Dia passa a ser apresentado por Olga Bongiovanni. A Band também tentou contratar a jornalista Lilian Witte Fibe. Em 28 de setembro de 2001, depois de permanecer por 15 anos apresentando o programa Flash, Amaury Jr. anuncia em nota à imprensa a sua saída da Band. Ele afirmou que sua saída era devido a divergências com o departamento comercial da emissora e de discordância do horário de exibição do programa. No mês seguinte, é contratado pela Rede Record, onde reestreou o Flash em 19 de novembro. No entanto, a Band entrou na justiça contra Amaury impedindo que ele atue na "mídia televisiva" até o final de março de 2002, sob pena de multa diária de 15 salários mínimos. A Band também foi à Justiça contra a Record e Amaury pelo uso do nome Flash. Em 16 de outubro, é selado o fim da parceria da Band com a Traffic para cuidar do departamento esportivo. Os motivos seriam dívidas com a empresa e menos compra de eventos esportivos. A emissora ficou com parte da equipe, para lançar um novo canal esportivo em 2002, o BandSports, enquanto outra parte foi para a RecordTV. Em 3 de dezembro deste mesmo ano, estreou o novo Brasil Urgente, sob a apresentação de Roberto Cabrini, e a versão reformulada do Jornal da Noite, com Maria Cristina Poli no comando, quando foi inaugurado a então "Central de Jornalismo" do Grupo Bandeirantes, hoje newsroom exclusiva da Band; e o talk show Raio-X, de Salomão Schvartzman, antes exibido pelo Canal 21. Em 2003, Roberto Cabrini foi substituído por José Luiz Datena, que havia sido recentemente contratado da Rede Record, onde apresentava o Cidade Alerta.
Em janeiro de 2002, entrava no ar o programa Descontrole, substituindo o programa Super Positivo, sob apresentação de Marcos Mion e um grupo de personagens. O programa foi duramente criticado por ser de qualidade muito inferior ao do Piores Clipes do Mundo, da MTV Brasil, que também tinha a apresentação de Marcos Mion. Por motivos jurídicos, o programa muda de formato e até o nome para Sobcontrole, permanecendo no ar até maio de 2003. No mesmo mês, o Show do Esporte passa a ser apresentado por Ana Luiza Castro e Letícia Levy, agora com formato mais dedicado aos esportes olímpicos e nacionais. As duas também passam a dividir o comando do Esporte Total. Em abril de 2002, Gilberto Barros é contratado pela Band.

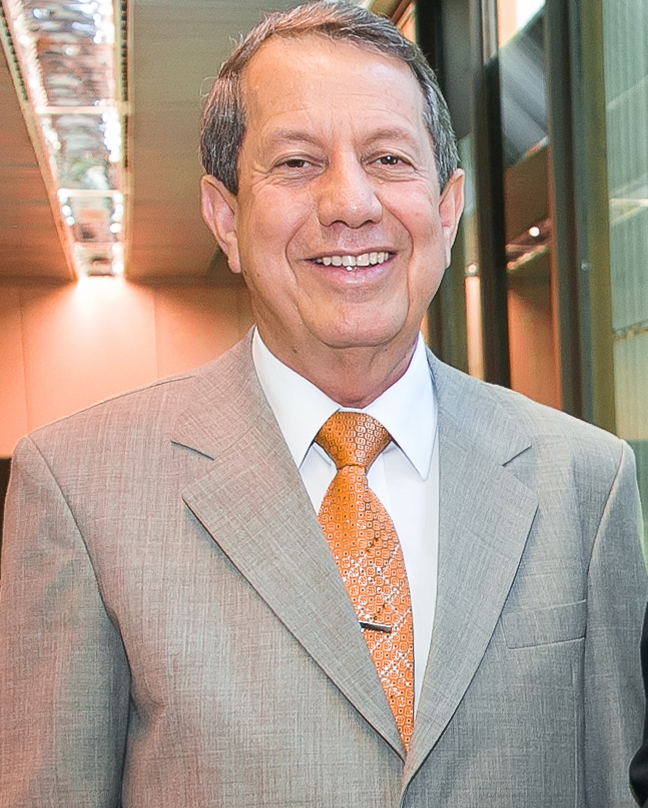
A partir de 2003 o missionário R. R. Soares passou a comprar parte da programação da emissora para a Igreja Internacional da Graça de Deus

A partir de 1 de janeiro de 2003, a Band passou a vender a faixa das 20h30 às 21h15 para o missionário R. R. Soares, da Igreja Internacional da Graça de Deus. Com isso, o Sobcontrole, de Marcos Mion, iria perder 15 minutos, entrando no ar às 21h15. A venda da grade para o Show da Fé causou descontentamento entre as afiliadas da Band, alegando que programas religiosos derrubam a audiência e o faturamento regional. Em 9 de abril, a Band exibiu o documentário Living with Michael Jackson com boa audiência, sendo reprisado no mesmo mês.
Em 26 de abril, a Band transmitiu a 49ª edição do Miss Brasil, a primeira com cobertura da emissora, que registrou boa audiência, chegando a ficar em 1° lugar em audiência televisiva segundo o Ibope.
A Band, discretamente, passou a exibir, a partir de 18 de setembro de 2003, uma campanha pelo "direito legítimo do cidadão" de portar armas de fogo. Essa campanha era uma ofensiva contra uma versão do Estatuto do Desarmamento aprovada em julho de 2003 pelo Senado. Esta versão era apoiada pelo então ministro da Justiça, Márcio Thomaz Bastos, que previa um plebiscito, em 2005, para decidir pela proibição da venda de armas para cidadãos comuns. O projeto tramitava na Câmara dos Deputados. A Band fazia seis inserções diárias de um comercial com o seguinte texto: "Na hora em que portar armas for fora da lei, só os fora-da-lei terão armas. Será que é preciso repetir para você entender? Portar arma é direito legítimo do cidadão. Defenda-se". Segundo a assessoria de imprensa da Band, esta campanha refletia a opinião da própria emissora. O canal argumentava que não defendia o armamento irrestrito da população, mas o direito do "cidadão habilitado" de portar armas. Em 12 de outubro de 2003, estreia o programa Jogo da Vida, com Márcia Goldschmidt, que permaneceu no ar até dezembro de 2005, quando no dia 15 de agosto de 2005 ganhou uma versão diária, no mesmo horário do seu Hora da Verdade, que saiu do ar em 2003. O agora diário Jogo da Vida entrou no lugar do Clube do Fã, que saiu do ar. Entre 2003 e 2006, a emissora promoveu a campanha Band Vida, uma maratona televisiva similar ao Teleton. Em 2004 a campanha aconteceu no dia 7 de novembro, o que forçou a campanha realizada pelo SBT a ser adiada por duas semanas, e arrecadou R$ 8 648 858,77 para o GRAACC, o GACC da Bahia e o Hospital de Amor.
Em agosto de 2005, ocorre uma nova alteração na grade de programação da emissora. Estreou, em 26 de setembro, sob o comando de Claudete Troiano, o programa Pra Valer, que duraria até 24 de maio de 2007. Em 6 de novembro de 2005, estreia o Programa Raul Gil e ainda apresentaria na Band o Raul Gil Tamanho Família em 2008. O apresentador ficou na emissora até 2010 quando foi para o SBT. Durante um período em 2005, a Band levou ao ar o Repercute, da Central Única dos Trabalhadores. Passam a ser veiculadas novas vinhetas, com o slogan Prazer em Ver.
A partir de 9 de janeiro de 2006, a emissora começou a reprise de Mandacaru, na qual foi exibida originalmente pela extinta Rede Manchete, e fez com que a emissora alcançasse uma boa audiência. Neste ano, passou a exibir apenas partidas de futebol europeu: os campeonatos Espanhol, Italiano e a Liga dos Campeões da UEFA. Em agosto, a emissora perde o Campeonato Espanhol para a Sky e a Liga dos Campeões para a Rede Record, ficando apenas com o Italiano e o Inglês. Em dezembro do mesmo ano, a Band se torna a nova parceira da Rede Globo na exibição do Campeonato Paulista, da Copa do Brasil, do Campeonato Brasileiro e da Copa Sul-Americana. Até então, a emissora carioca dividia a exibição com a Rede Record.
A Band comemorou 40 anos de existência no dia 13 de maio de 2007. No entanto, os dirigentes da emissora preferiram comemorar o aniversário de 70 anos do Grupo Bandeirantes de Comunicação, que se deram a partir da criação da Rádio Bandeirantes. Diversas renovações foram feitas na emissora: em fevereiro, substituindo o já desgastado Esporte Total, estreou o programa esportivo Jogo Aberto comandado por Renata Fan, uma das atrações do retorno do futebol à emissora (vieram junto o Band Esporte Clube, Por Dentro da Bola e Bola no Chão). Em abril, estreou o programa musical Terra Nativa comandado pela dupla Guilherme e Santiago. Em 11 de junho, Márcia Goldschmidt retorna à Band apresentando o programa Márcia, que entrou no lugar do De Olho nas Estrelas e da telenovela Paixões Proibidas. Ao mesmo tempo, Claudete Troiano teve seu contrato rescindido com a Band e seu Pra Valer foi tirado do ar. Em julho de 2007, a emissora cobriu os Jogos Pan-Americanos do Rio de Janeiro, cuja transmissão também foi feita pela redes Globo e Record, mas a Band foi a emissora que reservou o maior espaço para o evento: um total de 130 horas. No mesmo ano, Patrícia Maldonado estreia na emissora e divide com Leão Lobo a apresentação do programa Atualíssima.
Em 2008, com a entrada do produtor argentino Diego Guebel na direção artística da emissora, a emissora adquire vários formatos da produtora Eyeworks, também pertencente ao produtor. Um dos primeiros programas produzidos nesta nova fase foi o Custe o Que Custar (CQC), formato de sucesso em vários países da América do Sul e conhecido por tratar de política através de reportagens humorísticas. Rosana Hermann apresentava o programa Atualíssima no lugar de Patrícia Maldonado, junto com Leão Lobo, o qual permaneceu no ar até dezembro. Patrícia Maldonado iria apresentar a partir de abril o reality show É o Amor. Daniella Cicarelli assinou contrato com a emissora para apresentar o game-show Quem Pode Mais?, sendo assim permanecido até setembro, também passado por um programa de auditório. Ainda na mesma época, o jornalista Boris Casoy, oriundo da extinta TV JB, passa a integrar o departamento de jornalismo da emissora, enquanto Milton Neves retorna para a emissora e estreia em 20 de abril o Terceiro Tempo. No dia 3 de abril, a Band compra os direitos de transmissão do Festival Folclórico de Parintins, no Amazonas, que até então nunca havia sido transmitido por uma rede de televisão. Os direitos pertenciam e hoje pertencem à TV A Crítica, antiga afiliada do SBT e da Rede Record no estado do Amazonas.
No dia 16 de maio de 2009, a TV Cidade Verde de Cuiabá anuncia seu desligamento do SBT e passa a retransmitir o sinal da Band para o estado do Mato Grosso. O motivo alegado pela quebra de contrato com a emissora de Silvio Santos foi que a TV Cidade Verde está em um projeto de expansão no estado e que a aliança com o SBT não permitia a sua realização. Neste ano, estrearam no canal a jornalista Lorena Calabria, como uma das apresentadoras da reestreia do matinal Dia Dia, e a apresentadora Adriane Galisteu, no programa Toda Sexta. Poppovic, que retornou à televisão pela Band em 2009, apresentou, inicialmente, o jornalístico Boa Tarde, sendo deslocada para o Dia Dia em outubro. Pouco antes da ida de Sílvia para as manhãs, o Band Kids retornou à grade da Band, em 5 de outubro, agora com duas horas de duração. A volta da atração fez com que o Dia Dia sofresse a primeira redução em sua duração, para 1 hora e meia. No dia 19 de outubro, estreia a novelinha teen Isa TKM, sucesso em vários países na Nickelodeon. A atração sempre teve boas audiências na emissora, motivando várias passagens dos atores da novela ao Brasil.

#### Década de 2010
Coproduziu e transmitiu, no dia 14 de março de 2010, a São Paulo Indy 300: etapa brasileira da Fórmula Indy, que teve sua primeira edição em 2010. A Band gerou as imagens, que tiveram transmissão para mais de 180 países. No dia seguinte, estreou a novela Quase Anjos. Em maio, o humorístico Uma Escolinha muito Louca deixa a grade da emissora. Como parte das alterações na grade, o Show da Fé, do missionário R. R. Soares, teve seu tempo de transmissão diminuído para 25 minutos e foi realocado para o horário das 20h25. Seu antigo horário, o das 21h00, foi ocupado por duas semanas pela série Band of Brothers, da HBO. A rede não exibia nenhum conteúdo próprio nesse horário desde o fim do programa Sobcontrole em 2003. Em junho e julho, foi mostrada a Copa do Mundo de 2010, na África do Sul, marcando a volta das transmissões do Mundial na Band, após 2 edições de ausência. Em 13 de outubro de 2010, Luciano Faccioli estreou na Band, apresentando o Primeiro Jornal, dando 1,5 ponto de média e 2,4 pontos de pico. Em 8 de outubro, o programa Brasil Urgente teve um pico de audiência com a exibição de cenas exclusivas de uma perseguição ocorrida na região da Barra Funda, na Zona Oeste de São Paulo, o programa chegou a 10 pontos, segundo números prévios do Ibope. O resultado deixou a Band em segundo lugar entre as emissoras de televisão aberta. O primeiro debate do segundo turno da eleição presidencial fez a Band marcar 4 pontos na noite do domingo em 10 de outubro. No dia 27 de dezembro, estreou Isa TK+, spin-off de Isa TKM.
Logo no primeiro dia do ano de 2011, a Band sofreu o desfalque de mais uma afiliada. A TV Meio Norte, que retransmitia o sinal da emissora para boa parte do estado do Piauí, passou a ser uma emissora independente, tornando-se geradora da Rede Meio Norte, uma rede de televisão regional. Antes disso, a emissora já vinha promovendo vários cortes na programação da Band, chegando a transmiti-la geralmente apenas em transmissões esportivas, e muitas vezes retardando a programação da rede em 2 ou 3 horas após a exibição original, o que gerava várias críticas e reclamações dos telespectadores. Com a desfiliação da Meio Norte, a Band passou a ser representada apenas por uma retransmissora que gerava o sinal para a capital Teresina, porém esta também saiu do ar com o tempo. A emissora tira os programas Project Runway da Rede Record (que na Band terá o nome de Projeto Fashion), e a série teen Descolados da MTV Brasil e começa a ser exibido neste ano. No dia 25 de fevereiro a emissora tira do ar o jornalístico Tribunal na TV. Em 15 de março de 2011, a Band passa a exibir o seriado The Bernie Mac Show (Bernie Mac - Um Tio da Pesada) diariamente, substituindo Futurama, que passaria a ser exibido apenas às tardes. Em 16 de março, Otávio Mesquita renova por mais um ano com a Band. Já no dia 18 de março estreou na Band o programa Acredite se Quiser, apresentado por Felipe Folgosi. Em 20 de março, estreou nas tardes de domingo o Band Clássicos, programa que resgata os grandes momentos do esporte brasileiro que passaram na emissora. Ainda no mês de março, a jornalista Millena Machado deixa a emissora e vai para a Rede Globo. Desde 31 de março de 2011, a TVB Litoral é afiliada da Band. Em maio, a emissora adquire os direitos de transmissão do Campeonato Brasileiro de Futebol da série B, que até então pertenciam a RedeTV!. Em 16 de junho de 2011, José Luiz Datena deixa a emissora. Responsável pela maior audiência da Band com seu Brasil Urgente, o jornalista volta para a Rede Record, onde trabalhou por 8 anos. Sendo assim substituído por Luciano Faccioli na apresentação do Brasil Urgente.
Em 10 de julho de 2011, a emissora consegue a liderança de audiência com dez pontos com picos de 15 e 24% de participação, com a transmissão da Copa do Mundo de Futebol Feminino na partida entre a Brasil X Estados Unidos, no mesmo horário a Rede Globo ficou em segundo com nove pontos, enquanto SBT e Record empataram em 5 pontos. A partir do dia 8 de agosto, José Luiz Datena acertou seu retorno pra Band, apresentando o mesmo programa Brasil Urgente, no lugar de Luciano Faccioli. Em 6 de novembro de 2011, um repórter da emissora, Gelson Domingos da Silva, morreu após levar um tiro durante uma reportagem, mesmo estando com colete à prova de balas. O Sindicato dos Jornalistas do Rio de Janeiro responsabilizou a emissora pelas condições de segurança dos jornalistas.
Em janeiro de 2012, a emissora estreia às séries Os Pilares da Terra, 24 Horas e Prison Break, além da estreia do reality show Mulheres Ricas.
Na madrugada de 16 de fevereiro, o apresentador da emissora Otávio Mesquita disse que os humoristas do Pânico na TV trocaram a RedeTV! pela Band. Informação que logo foi confirmada pelo próprio site da emissora. Também foi anunciada a estreia para 17 de março juntamente com a nova programação. Todo o elenco do programa humorístico estará na nova emissora, o apresentador da atração disse ao site "F5" da Folha de S.Paulo que "100% do elenco fechou".
No dia 12 de março de 2012 estreia a 5° temporada do CQC. No dia 1º de abril, estreou o Pânico na Band com onze pontos de média e 14 de pico, quadruplicando a audiência do canal no domingo a noite. No dia 2 de abril começa a afiliação com a TV Jangadeiro de Fortaleza. E no dia 9 de abril começa o programa Quem Fica em Pé?, apresentado por José Luiz Datena. Em 27 de abril, mais dois repórteres da emissora, desta vez, da Band RS, morreram em um acidente de trânsito fatal provocado por um caminhão. As vítimas foram o repórter Enildo Paulo Pereira e o cinegrafista Ezequiel Barbosa.
No dia 16 de junho de 2012, estreou o programa Deu Olé! apresentado por Felipe Andreoli, Paloma Tocci e Denílson, nas tardes de sábado da emissora. Em 17 de outubro de 2012, a Band e o UOL anunciaram uma parceria, Com o acordo, toda a operação de hospedagem das propriedades digitais da Band ficou a cargo do UOL Vídeo, empresa de infraestrutura e tecnologia do UOL. Ao mesmo tempo, todo o conteúdo do portal Band.com.br esta dentro do UOL. Em 21 de dezembro de 2012, a Band anuncia a aquisição da série iCarly, bem-sucedido programa da Nickelodeon que anteriormente fora exibido na TV aberta pela Rede Globo. Inicialmente exibida apenas no Band Kids, a série passa a ser transmitida também no horário vespertino antes ocupado pelo desenho O Marinheiro Popeye.
Em 1 de janeiro de 2013, passou a transmitir no horário-nobre o seriado norte-americano Os Simpsons, anteriormente exibido na Rede Globo, além de um período no SBT. No dia 7 de janeiro, estreou a 2ª temporada do reality show Mulheres Ricas. Em 8 de janeiro, a emissora estreia a série Roma. No dia 9 de janeiro foi a vez de estreia do seriado The Walking Dead, sucesso de audiência em vários países. Em 14 de janeiro, a emissora estreia o programa de variedades Zoo, na apresentação de Nadja Haddad. Em 17 de fevereiro a Band estreou a temporada 2013 do Pânico na Band. No mesmo mês, durante as tradicionais transmissões de carnaval pelo Band Folia, a emissora passou a transmitir os Desfiles das escolas de samba de Vitória, com o apoio da afiliada local, TV Capixaba, além do carnaval de rua de João Pessoa, na Paraíba. Em junho, foi transmitida a Copa das Confederações 2013, no Brasil. Em 02 de dezembro, estreou a novela Violetta, sucesso de audiência na Disney.
Logo no início de 2014, o apresentador Danilo Gentili rescindiu contrato com a Band após ter ficado insatisfeito com algumas alterações que a emissora promoveu no talk-show Agora É Tarde, como o cancelamento do especial de Natal do programa e também o cancelamento da edição da sexta-feira por um compacto com os melhores momentos do programa durante a semana. Juntamente com Gentili, rescindiram contrato com a emissora a produtora Juliana Oliveira, os humoristas Léo Lins e Murilo Couto, além da banda Ultraje a Rigor. Exceto Marcelo Mansfield não rescindiu, pois seria posteriormente realocado no projeto do Café com Jornal, futuro sucessor do Primeiro Jornal. Dias depois, o apresentador Otávio Mesquita também anunciou que não iria renovar contrato com a Band, encerrando uma carreira de anos na emissora. O seu programa, Claquete, foi exibido pela última vez em 3 de janeiro, onde o apresentador visivelmente emocionado se despediu e agradeceu a emissora pelos anos de trabalho. Posteriormente, foi anunciado pela imprensa especializada que tanto Danilo Gentili e sua equipe quanto Otávio Mesquita foram contratados pelo SBT, onde passariam a integrar novos projetos na emissora a partir de março de 2014. Em 19 de abril, um infarto mata a principal voz do esporte da Band: Luciano do Valle, aos 66 anos. Ele morreu quando ia para Uberlândia, para transmitir Atlético Mineiro x Corinthians, pelo Campeonato Brasileiro de 2014. Em maio, estreou o Café com Jornal, novo noticiário matinal da emissora, com a presença forte de um time de colunistas. Em junho e julho, foi mostrada a Copa do Mundo 2014, ralizada no Brasil. Em agosto, Luiz Bacci, destaque na RecordTV, chega a Band para assumir o Tá na Tela, nova atração vespertina, com jornalismo e entretenimento.
Em 2 de setembro de 2014, estreou a versão brasileira do reality show MasterChef, sob o comando de Ana Paula Padrão. A 1ª final do programa ocorreu em 16 de dezembro, tendo como a primeira vencedora a produtora executiva Elisa Fernandes. Em 11 de novembro, a emissora anunciou a contratação de Dan Stulbach para substituir Marcelo Tas, que deixara a liderança do CQC. Também foram anunciados os retornos de Rafinha Bastos e Rafael Cortez ao humorístico. Ele apresentou o programa até 20 de dezembro, quando deixou a emissora juntamente com os humoristas Felipe Andreoli, Ronald Rios, Guga Noblat e Oscar Filho, além da sua companheira de bancada Dani Calabresa.
No ínicio de 2015, a emissora decide encerrar quatro produções, entre eles o Tá na Tela, causando a ida de Luiz Bacci para o Jornalismo, como apresentador do Café com Jornal, do qual saiu em março, quando deixou a Band. Também foram exibidas algumas séries, como Glee, campeã de audiência na Fox. Em março, devido a crise financeira, a emissora decide cancelar o Agora é Tarde, que estava nos primeiros programas da temporada, com Rafinha Bastos. Também por causa da crise, a emissora demite vários funcionários em suas emissoras, causando a extinção de algumas atrações locais. Em 14 de maio de 2015, o Grupo Bandeirantes de Comunicação encerra as atividades da Band Tocantins, que existia desde 2008, por conta da contenção de gastos do grupo. O sinal da emissora é substituído por uma retransmissora da programação nacional. Em 19 de maio, a emissora estreia a 2ª temporada do reality show culinário MasterChef. Em 14 de julho, a Band anuncia que será parceira de mídia da edição 2015 do Rally dos Sertões, a maior prova off-road do mundo. Além da cobertura nos telejornais, haverá divulgação nos programas de entretenimento da casa, como o Dia Dia, que fará receitas da região em que a competição passará. Em 28 de setembro, estreou o programa Alta Conexão, com Sérgio Waib, exibido nos fins de noite. O programa fala sobre o universo das grandes empresas e como elas funcionam, mostrando suas ações e suas produções e as tendências de mercado. Em 20 de outubro, estreou o MasterChef Júnior, versão infantil do reality de culinária da emissora. Assim como na versão adulta, o programa é apresentado por Ana Paula Padrão e os jurados são Henrique Fogaça, Paola Carosella e Erick Jacquin.
Em 2016, a emissora transmite os Jogos Olímpicos 2016, no Rio de Janeiro, a Eurocopa 2016 com todos os jogos mostrados, adquire o NBB, marcando a volta do Basquete a emissora e transmite também as finais da Liga Nacional de Handebol. Porém, por causa da crise, deixa de transmitir o Campeonato Brasileiro, assim como outros torneios nacionais. No mesmo ano, foi mostrado o reality X Factor Brasil, comandado por Fernanda Paes Leme, que ajudou a escolher novos talentos para música brasileira.
Em janeiro de 2017, a emissora transmitiu a Flórida Cup, torneio de pré-temporada que envolve clubes internacionais, incluindo brasileiros. Além disso, foi exibido o Planeta Gelado, série de três documentários sobre as regiões mais frias do planeta. Também estreou o Pesadelo na Cozinha, versão brasileira do Kitchen Nightmares, sob o comando do chef Érick Jacquin, jurado do MasterChef. Em 27 de abril, a emissora estreou duas novas atrações: Shark Tank Brasil (já exibido na TV paga), onde investidores irão escolher projetos que possam ser alvo de investimentos; e Era Uma Vez na História, com Dan Stulbach e a historiadora Lilia Moritz Schwarcz, contando os acontecimentos do Brasil no século XIX. Esta série teve 4 capítulos. Em 4 de maio, a emissora confirmou a contratação de Luigi Baricelli como apresentador do reality-show de namoros À Primeira Vista, que estreou no dia 22 de junho. Em 8 de junho, estreou o programa Efeito Carbonaro, que traz mágicas do ilusionista americano Michael Carbonaro.
De 17 de junho a 2 de julho, a Band transmitiu, com exclusividade na TV aberta, a Copa das Confederações de 2017, realizada na Rússia. No dia 6 de julho, a emissora anuncia que não fará mais a segunda temporada do X Factor Brasil pelos altos custos e baixa audiência da edição passada. No lugar dele, será exibido o reality show Ilhados, produção desenvolvida na Turquia e que será feita na República Dominicana. No mesmo dia, é anunciado que a novela Mil e Uma Noites voltará a ser exibida a partir do dia 19. Em 25 de agosto, é anunciada a contratação de Luís Ernesto Lacombe, ex-Rede Globo, para apresentar o reality show Exathlon Brasil, que estreou em 18 de setembro. Em 20 de outubro, a Band anuncia a aquisição, junto a Rede Globo, do sublicenciamento para a transmissão da Copa do Mundo de 2018, que será realizada na Rússia. Porém, a emissora desistiu pouco tempo depois. Em novembro, foi anunciado o fim do Pânico na Band, tendo entre outros motivos a audiência baixa e o desgaste do formato.
Em 27 de janeiro de 2018, estreou o Programa Amaury Jr., marcando a volta do apresentador a emissora onde se consagrou nos anos 90. Em 1 de março de 2018, Cátia Fonseca estreia no comando do Melhor da Tarde, feminino que voltou ao ar após ser exibido entre 2001 e 2005. No dia 12, estreou o Cozinha do Bork, nova atração culinária de Daniel Bork na emissora. Em 26 de março, o Vídeo News reestreia nas noites da emissora com Larissa Erthal e Rafael Baronesi, diretamente dos estúdios no Rio de Janeiro. A atração é apresentada ao vivo, de segunda à sábado, para todo o país. Em 29 de março, estreou a série internacional O Senhor dos Céus, vencedora do Emmy, que conta a história de um famoso narcotraficante mexicano. Em 9 de abril de 2018, estreia o programa SuperPoderosas, inspirado no projeto Escola de Você, comandado por Natália Leite. Em 12 de abril, Luisa Mell, ativista das proteção aos animais, chegou a ser contratada pela emissora, mas no dia 30 de julho, ela foi demitida sem que seu programa estreasse. Em 19 de abril de 2018, a Band assina com Roberto Justus um acordo para retornar a exibição do reality show O Aprendiz. Em 22 de abril, estrearam duas novas atrações dominicais: o Agora É com Datena, marcando a ida de José Luiz Datena para o entretenimento e o novo Show do Esporte, com Milton Neves. Porém, as atrações tiveram baixa audiência e tiveram que mudar de formato, especialmente o Show do Esporte, que passou a ser debate esportivo. Já o Agora é com Datena virou Agora é Domingo, devido a frustrada tentativa de Datena de concorrer ao Senado Federal. Também por um período, chegou a ser apresentado o Brasil da Gente, comandado por Netinho de Paula. Em novembro, devido a baixa audiência, saem do ar os programas Superpoderosas e Cozinha do Bork (este continuou até dezembro com reprises) e suas equipes são dispensadas. Os dois programas são substituídos pelo Mundo Animado, então estreado como Verão Animado, exibido animes japoneses.
Em janeiro de 2019, devido as baixas audiências, a Band decide pela extinção dos programas Programa Amaury Jr., Agora É Domingo, Vídeo News e Show do Esporte, que foi substituído pelo Terceiro Tempo, que voltou a grade. Em 7 de fevereiro de 2019, estreou a segunda temporada do Shark Tank Brasil. Em 11 de fevereiro, a emissora perde um dos seus principais nomes do jornalismo. Ricardo Boechat morreu aos 66 anos, após sofrer um acidente de helicóptero em São Paulo, quando voltava de uma palestra em Campinas. Boechat era apresentador do Jornal da Band desde 2004, assumindo a titularidade em 2006 e comandou durante 4 anos os debates da emissora para Presidente da República. Ele também locutava na BandNews FM que nesse dia suspendeu as atividades ficando fora do ar em sinal de luto. Em 12 de fevereiro de 2019, por 3 votos a 2, o conselho de administração do conglomerado decide afastar João Carlos Saad da presidência, um pedido feito pelas irmãs Márcia e Maria Leonor Saad, que foi rejeitado após decisão judicial. O grupo enfrenta dívidas estimadas em R$ 1,2 bilhões, onde a Band é a mais afetada. Em maio, a Band volta a ter uma grade cheia de eventos esportivos com a aquisição de torneios como a NBA, o Campeonato Brasileiro de Futebol Feminino, entre outros. Também em maio, estreou o Aqui na Band, nova revista eletrônica matinal da casa. Em agosto, a emissora estreia novidades no jornalismo, como o Notícias da Redação, #Informei e o Bora Praça. Em setembro, estreou o Band Notícias, jornal com exibição as 22h00.
No final de 2019, a Band fez um acordo com o maior grupo de mídia da China, a estatal China Media Group.

#### Década de 2020
Em 6 de janeiro de 2020, a emissora anuncia a compra da série norte-americana Orange is the New Black. A trama da Netflix será a primeira produção da plataforma a ser exibida na TV Aberta. Sua estreia ocorreu no dia 7 de março, às 23h. No dia 13 de janeiro, é anunciado os avanços das negociações para a compra dos direitos do Brasileirão Série B válidos por três anos. A empresa MediaComSports está sendo a responsável pelos acertos das transmissões das partidas, marcando a volta da cobertura do futebol nacional na Band, pela categoria profissional só que agora para todo o país, após quatro anos sem cobrir a competição em razão da crise financeira, apesar da mesma ter transmitido no ano anterior a Série C, mas através de uma parceria com a plataforma online DAZN e apenas para as regiões Norte e Nordeste. Porém, no dia 1° de fevereiro, a emissora anuncia a desistência pela compra dos direitos da Série B devido a restrição imposta pela Rede Globo nas transmissões das partidas do Cruzeiro, Náutico e Vitória.
Em 16 de março de 2020, a emissora relança o Primeiro Jornal, sendo exibido às 3h45, culminando na extinção do Café com Jornal. Também houve a estreia do Bora Brasil, versão nacional do Bora Praça na faixa das 8h.
No dia 22 de março, a emissora passou a exibir três séries japonesas de sucesso na faixa Mundo Animado: Changeman, Jiraya e Jaspion. As atrações substituem as transmissões esportivas de forma temporária por causa da pandemia de COVID-19, que causou a paralisação dos mesmos.
Em 12 de abril, a emissora estreou o esportivo Você Torceu Aqui, uma faixa semanal que vai relembrar grandes momentos do esporte brasileiro, principalmente do Futebol, transmitidos pela Band nestes mais de 50 anos de vida.
No dia 24, a emissora demite parte do elenco do programa matinal Aqui na Band. Saíram do programa a apresentadora Silvia Poppovic, então encerrando sua quarta passagem pela Band e os colunistas Fernando Gomes (saúde), Nana Rude (celebridades) e Sérgio Tannuri (defesa do consumidor). Nathalia Batista, colunista de moda, assumiu o programa ao lado de Luis Ernesto Lacombe. Em fevereiro, o programa já tinha trocado o seu apresentador da culinária, com a entrada de Dalton Rangel, ex-RecordTV, no lugar de Luiza Hoffmann, que deixou a emissora.
No dia 13 de maio, dia de aniversário da 53 anos da Band, foi anunciado a desativação da Direção de Esportes, departamento tradicional da emissora desde o seu início. O motivo foi a saída de José Emílio Ambrósio, que dirigiu a pasta desde 2018 e ajudou a recuperá-la, trazendo novos eventos esportivos. O departamento foi incorporado primeiramente a Direção de Programação, comandada por Antônio Zimmerle, mas depois, passou para a mãos do Jornalismo.
Em 18 de maio de 2020, estreou o reality show Largados e Pelados no horário nobre, continuando com o pacote de novidades para 2020. A atração é sucesso de audiência no Discovery Channel e será exibida pela primeira vez em TV Aberta.
No dia 30, estreou a série Lei & Ordem, sucesso de audiência em vários países. A atração substitui Orange Is The New Black, que voltará depois para sua segunda temporada. No dia 1 de junho, estreou mais uma emissora própria da Band, a Band Ceará, que substitui a NordesTV, que foi extinta e foi transformada numa sucursal da TV Jangadeiro. No dia 2, foi anunciada a volta da transmissão da Fórmula Indy para a temporada 2020.
Em agosto, foi anunciado que a emissora comprou os direitos de exibição da telenovela Louca Paixão, produzida pela JPO Produções, que antes tinha sido exibida pela RecordTV. Por enquanto, não há previsão para exibição da reprise. Ainda em agosto a emissora confirmou a transmissão do Campeonato Russo de Futebol para algumas praças. além da exibição em rede nacional da temporada 2020-21 do Campeonato Italiano de Futebol, depois de 12 anos, e da Bundesliga.
Em setembro estreou novos programas: a 4ª fase do Show do Esporte, com a contratação de Glenda Kozlowski, ex-Rede Globo
Melhor Agora com Mariana Godoy Encantadores de Pets e a série Bruce Lee: A Lenda com Jacqueline Sato. e The Chef com Edu Guedes ex-RedeTV!. e a reestreia de Floribella, exibida originalmente entre 2005 e 2007. Ainda no mesmo ano a emissora voltou a marca o canal do esporte que ficou muito conhecida nos 80 e 90.
Em 2021, exibe o programa Zeca pelo Brasil, programa de verão com Zeca Camargo, adquire os direitos de transmissão da Fórmula 1 por dois anos e estreia as séries americanas Dr.House e Lista Negra.
A 30 de maio de 2021, a Band anuncia a contratação do apresentador Fausto Silva, com contrato de cinco anos valendo a partir de 2022. Para assinalar o feito, Band lançou o comunicado "A volta de Fausto Silva à Band em janeiro é um sonho antigo do Grupo, que sempre admirou seu caráter ético, seu talento e seu jeito de inovar e fabricar sucesso. Aqui na Band, sempre foi muito querido e durante os seus anos de Globo nunca perdeu a amizade de 40 anos com os irmãos João e Ricardo Saad. Na Band, quando saiu, só deixou muitos amigos e grandes lembranças. Certamente deixa também na Globo com a história marcante e vitoriosa que por lá construiu em 33 anos. Sua volta à Band é motivo de enorme alegria entre todos e reforça a estratégia da Band que completa no ano que vem, seus 55 anos." em suas plataformas na web. Inicialmente ele iria comandar um um programa semanal no início das noites de domingo e que a estreia seria em janeiro de 2022, porém a emissora decidiu que um programa diário entre as 20h30 e as 22h seria uma boa opção para a audiência, já que a concorrência só aposta em telejornais e telenovelas. Para o novo programa  propôs-se que em cada dia atração revisitará um formato marcante comandado por Fausto Silva em suas quase quatro décadas de carreira televisiva.
Em outubro, a emissora anunciou a volta do programa Mais Geek, que já havia passado pelas extintas PlayTV e Loading, para a TV Aberta, exibindo-o ás madrugadas.
No dia 31 de dezembro de 2021, a Band exibe o último programa do Show da Fé apresentado pelo pastor R. R. Soares. O motivo é a contratação de Fausto Silva para a estreia do Faustão na Band, que ocuparia o horário das 20h30 ás 22h45.

### Programas

#### Telenovelas
Entre 1967 e 1970 a emissora exibiu sete telenovelas de forma contínua: Os Miseráveis, A Moça do Sobrado Grande, Ricardinho: Sou Criança, Quero Viver, Nunca É Tarde Demais, Era Preciso Voltar, O Bolha e As Asas São para Voar, seguida por outra fase, entre 1979 e 1983, com a exibição de mais 19 telenovelas de forma contínua: Cara a Cara, O Todo Poderoso, Pé de Vento, A Deusa Vencida, Cavalo Amarelo, Um Homem muito Especial, O Meu Pé de Laranja Lima, Dulcinéa Vai à Guerra, Rosa Baiana, Os Imigrantes (primeira fase e adaptação posterior), Os Adolescentes, Ninho da Serpente, A Filha do Silêncio, Renúncia, Campeão, Sabor de Mel, Braço de Ferro e Maçã do Amor, tendo retomado a produção de obras de teledramaturgia em duas oportunidades posteriores, na década de 1990 e na década de 2000.
Entre 1995 e 1999 cinco telenovelas foram produzidas pela emissora: A Idade da Loba e O Campeão, tendo sido as três últimas - Perdidos de Amor, Serras Azuis e Meu Pé de Laranja Lima - todas escritas por Ana Maria Moretzsohn. Outras quatro telenovelas seriam produzidas entre 2005 e 2008: Floribella seria a primeira e mais bem-sucedida produção. Exibida de forma bem-sucedida entre 2005 e 2006, em duas temporadas distintas, intituladas Floribella e Floribella 2 e escritas por Patrícia Moretzsohn e Jaqueline Vargas.
Paixões Proibidas, de Aimar Labaki e Dance Dance Dance, de Yoya Wursch ocupariam posteriormente o horário destinado à exibição de telenovelas na emissora, assim como Água na Boca, de Marcos Lazarini, exibida em 2008. Após o encerramento de Água na Boca, a emissora não demonstraria interesse em produzir novas telenovelas, em razão da última ter sido um fracasso em audiência.
Atualmente, os direitos sobre as telenovelas da Band foram comprados pelas seguintes emissoras: Fox Life Brasil, que reapresentou a segunda versão de Meu Pé de Laranja Lima; Ulbra TV, que reapresentou as três primeiras fases de Os Imigrantes; TV Diário, que reapresentou a segunda versão de Meu Pé de Laranja Lima, Serras Azuis e Dance Dance Dance (esta última adquirida também pelo Boomerang); e a Rede Vida que reprisou a segunda versão de Meu Pé de Laranja Lima e Os Imigrantes.
A Band também já reapresentou uma trama de outra emissora, Mandacaru, produzida pela concorrente Rede Manchete, e que foi comprada pela Band e reapresentada em 2006. Em 2020, a emissora comprou os direitos de exibição da telenovela Louca Paixão, comprada da sua produtora JPO Produções, que antes tinha sido exibida pela concorrente RecordTV. Por enquanto, não há previsão para exibição da reprise.

#### Telenovelas estrangeiras
Ao longo do tempo, a Band também apresentou tramas de outros países, como Abigaíl, Desencontros, María Celeste, Traição, Caminhos do Amor, Sombras do Passado, Belas e Intrépidas, Morangos com Açúcar, Olhos de Água, Isa TKM, Isa TK+, Quase Anjos, Violetta, Rosário Tijeras, Mil e Uma Noites, Fatmagul - A Força do Amor,Sila: Prisioneira do Amor, Ezel, Amor Proibido, Senhor dos Céus, Asas do Amor, Minha Vida, Ouro Verde, e Nazaré.

### Séries e minisséries
Desde a sua fundação, em 1967, a Band já apresentou mais de 20 séries e minisséries. As minisséries produzidas e apresentadas pela Band foram todas da década de 1980: Carne de Sol, Chapadão do Bugre, O Cometa, Colônia Cecília e Capitães da Areia. Os seriados foram: Além, Muito Além do Além, Sítio do Picapau Amarelo, Dona Santa, Casa de Irene, Casal 80, Bronco, Contos de Natal, O Santo de Casa, A Guerra dos Pintos, As Aventuras de Tiazinha e Os Anjos do Sexo. Nos últimos anos, várias delas foram coproduções com outras emissoras, tais como: NHK, com Haru e Natsu: As cartas que não chegaram e trabalhos de produtoras, tais como Tô Frito, Descolados, Julie e os Fantasmas e Terminadores.

### Emissoras

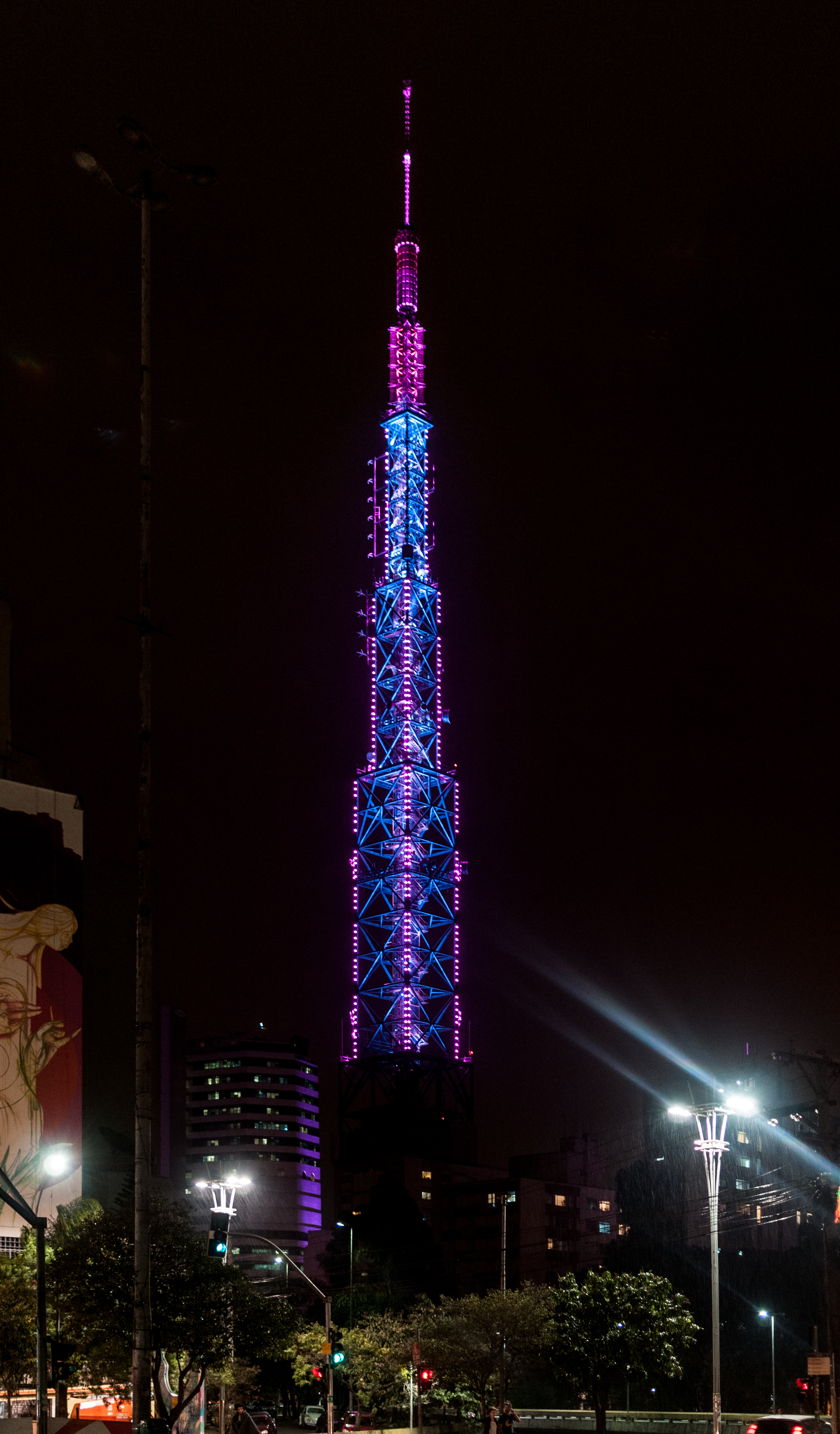
Torre da Band à noite.

### Logotipos
- 1967 - 1980: O primeiro logotipo da emissora foi uma esfera de cor sólida escura, que era circulada por duas linhas horizontais em cima e embaixo, também na mesma cor. A emissora também utilizava em seus primeiros anos no ar um coelho vestido de bandeirante como mascote, e por vezes ele era associado como logotipo da emissora;[212]
- 1972: Com a chegada da TV à cores, a emissora usou um pavão como logo, idêntico ao da emissora norte-americana NBC;[212]
- 1980 - 1982: O conceito do primeiro logotipo é refeito, com as pontas dos semicirculos em volta da esfera dando a impressão de um olho;[carece de fontes?]
- 1982 - 1989: A esfera central passa a ter a cor vermelha, e as linhas horizontais viram uma espécie de triângulo cinza, passando uma a ficar de cada lado da esfera. O logotipo havia sido desenhado por Cyro Del Nero, para comemorar o fato da emissora ser a primeira do Brasil e da América do Sul a transmitir toda sua programação via satélite;[212][213]
- 1989 - 1995: Os triângulos unem-se em volta da esfera, passando a ter a forma de um olho. As cores deixam de ser sólidas e ganham tons brilhantes e tridimensionais;[212]
- 1995 - 1999: A esfera vermelha do logo passa a ser mais escura, e a palavra "Band" passa a aparecer abaixo do logotipo da emissora;[212]
- 1999 - 2002: A esfera vermelha volta a ser clara como antes, e a palavra "Band" deixa de aparecer nas vinhetas;[212]
- 2002 - 2010: A esfera passa a ser verde e as paredes que formam o olho na cor amarela. As vinhetas da emissora deixam de usar efeitos tridimensionais e brilhos e as cores voltam a ser sólidas;[carece de fontes?]
- 2010 - 2018: Com a estreia do novo pacote gráfico da emissora, o logotipo volta a ganhar tons brilhantes e tridimensionais;[carece de fontes?]
- 2018 - presente: 16 anos após a última alteração, o logotipo passa a ter uma cor esbranquiçada, com leves sombras na parte inferior, adotando a tendência do flat design já utilizada em marcas de outras emissoras.[214]

Logotipos utilizados pela Band (1967-)

Primeiro logo, usado a partir da inauguração da emissora em 1967.
Segunda versão, usada a partir de 1980.
Criada por Del Nero, essa versão do logo foi usada a partir de 1982.[27][213]
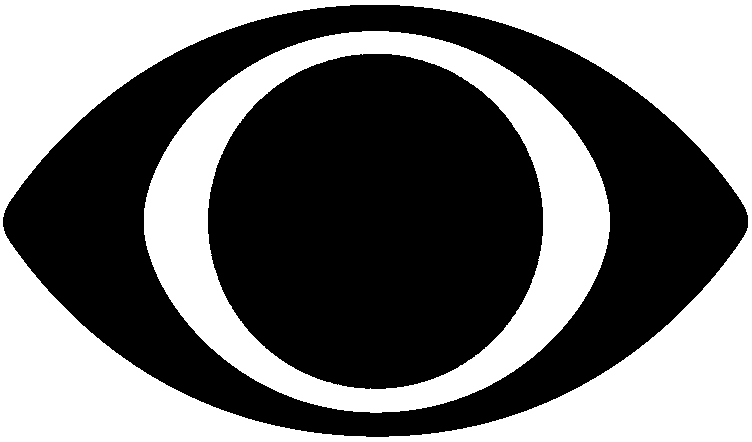
A atual versão, datada de 1989, mas registrada dois anos antes.

## Controvérsias

### Processo por formação de cartel
Em 2010, o Conselho Administrativo de Defesa Econômica (CADE) acusou a Band de formar cartel junto à Rede Globo para negociação de compra dos jogos do Campeonato Brasileiro de Futebol. O processo foi extinto após a Rede Globo fazer um acordo.

### Acusação de viés político
Escrevendo para o The Intercept Brasil, João Filho questionou o viés político após o aumento da entrada de dinheiro público na Band e outras emissoras nas quais os donos apareceram ao lado de Bolsonaro, ou tem apresentadores ligados a membros do governo, como é o caso da Band. Antes do atual governo, era gasto mais dinheiro com propaganda nas emissoras a partir da audiência das mesmas, mas o método foi cancelado sem motivo.
Em 15 de janeiro de 2020, foi revelado pela Folha de S.Paulo que Fabio Wajngarten, chefe da Secretaria de Comunicação Social da Presidência da República (SECOM), recebeu, através de uma empresa da qual é sócio, dinheiro de emissoras de TV e agências de publicidade que tem contrato com o governo de Jair Bolsonaro. Dentre elas, estão a Band e a Record. Tal fato entrou na análise do Repórteres Sem Fronteiras, que passou a reportar os ataques de Bolsonaro direcionados à imprensa.
Segundo um levantamento feito pelo Poder360, Bolsonaro concedeu 102 entrevistas  exclusivas a veículos de comunicação, mesmo afirmando não gostar da imprensa. A Band foi a mais atendida, seguida pela Record, SBT e a Jovem Pan. Até 6 de julho de 2020, Datena foi o jornalista que mais entrevistou o presidente na TV. Em 22 de maio, Datena declarou que não ia entrevistar mais Bolsonaro, após Pedro Guimarães, presidente da Caixa Econômica, dizer na reunião ministerial de 22 de abril que a Band "queria dinheiro" do governo e de Bolsonaro, seguido por palavrões durante a ocasião. "De preferência, eu não quero mais entrevistar o presidente da República depois de uma atitude dessa. Eu gostaria que ele desse entrevista pra quem ele quisesse, com todo respeito que tenho por ele, pelo cargo dele, eu me permito nunca mais fazer uma entrevista com ele". Após esse episódio, Bolsonaro se reuniu pessoalmente com Johnny Saad, presidente da Band. Mais tarde, Datena voltou a entrevistar Bolsonaro.

#### Entrevista com Bolsonaro e notícia falsa
No dia 15 de janeiro de 2021, com o agravamento da pandemia de COVID-19 em Manaus, Datena concedeu espaço em seu programa de televisão ao presidente Jair Bolsonaro. O presidente repetiu diversas vezes que o STF o impediu de combater a pandemia de COVID-19, o que é mentira. Escrevendo para o Splash (UOL) observou que Datena não fez um contraponto a informação falsa divulgada pelo presidente: 
Exige-se, como regra geral, que o jornalista seja cordial, educado, diante do seu entrevistado. Mas a boa prática também obriga o profissional da notícia a ponderar as respostas que ouve. Mesmo diante do presidente da República.(...) Nesta sexta-feira (15), José Luiz Datena mais uma vez entrevistou Jair Bolsonaro. E, como já ocorreu em outras ocasiões, além da postura cordial, o apresentador do "Brasil Urgente" evitou fazer contrapontos à fala do presidente. Essa atitude, que favorece o monólogo, teve como consequência a reprodução de imprecisões e inverdades.(...) Datena em momento algum questionou o argumento usado diversas vezes pelo presidente para isentar o governo de responsabilidade pela situação. Ou ignorava o fato ou não quis criar um atrito com Bolsonaro. Perdeu o espectador que ficou sem este contraponto importante.— Maurício Stycer, Splash
Devido a repercussão das declarações, o próprio STF desmentiu o presidente em uma nota. Segundo o levantamento do Aos Fatos, a notícia falsa de Bolsonaro reproduzida no programa foi posteriormente disseminada em redes sociais por dois deputados para tentar tirar a culpa do presidente Jair Bolsonaro pela situação de Manaus e transferir para o STF. São eles: Bibo Nunes (PSL-RS) e Marco Feliciano (Republicanos-SP).

## Prêmios

### Prêmio Vladimir Herzog

#### Menção Honrosa do Prêmio Vladimir Herzog por Fotografia
| Ano  | Obra                                                                         | Veículo de mídia              | Autor           | Resultado |
| ---- | ---------------------------------------------------------------------------- | ----------------------------- | --------------- | --------- |
| 2017 | Foto de abertura da reportagem “Prefeitura retira sem-teto de viaduto em SP” | Portal da Band – São Paulo/SP | Nelson Aontoine | Venceu    |